# Solomon Mamaloni
Solomon Mamaloni (ur. 23 stycznia 1943 na wyspie San Cristobal, zm. 11 stycznia 2000 w Honiarze) – salomoński polityk, premier Wysp Salomona w latach 1981–1984, 1989–1993, 1994–1997, także główny minister Wysp od 28 sierpnia 1974 do 14 lipca 1976 (za czasów zależności od Wielkiej Brytanii).
Jego ojciec był politykiem samorządowym w Makirze i członkiem rady legislacyjnej. Od 1964 do 1966 studiował na college’u Te Aute w Nowej Zelandii. Od 1966 pracował w administracji Wysp Salomona. Od 1970 do śmierci (z przerwą na lata 1977-80) członek rady zarządzającej (która od 1974 stała się parlamentem).
Był działaczem Ludowej Partii Sojuszu (znanej też jako Grupa na rzecz Jedności Narodowej i Pojednania), a od lat 70. do 1997 jej prezesem. Odegrał istotną rolę w uzyskaniu przez państwo niepodległości w roku 1978. W wyborach do Parlamencie Narodowym reprezentował okręg West Makira. Był liderem opozycji w latach 1980–1981, 1984–1988, 1993−1994 oraz od 1998 do śmierci. Po raz pierwszy został premierem w 1981 po upadku rządu Petera Kenilorei, gdy uformował rząd koalicyjny z Narodową Partią Demokratyczną. W wyborach z 1984 jego partia zdobyła najwięcej mandatów, ale nie utworzyła rządu. Udało się to po głosowaniu z 1989, gdzie Ludowa Partia Progresywna zdobyła aż 23 miejsca z 38. Po wyborach 4 lata później na premiera desygnowano lidera zwycięskiej partii SIGNUR Francisa Hilly’ego Billy’ego, ale po roku Mamaloniemu udało się sformować kolejny gabinet. Wobec oskarżeń o korupcję wymienił 5 ministrów, a w partii dokonał się rozłam. Głosowanie z 1997 dało partii 21 miejsc z 50 w parlamencie, ale Mamaloni nie stworzył rządu i na rok utracił stanowisko szefa opozycji. Względem otoczenia polityka padały zarzuty o korupcję.
Zmarł wskutek choroby nerki 11 stycznia 2000 roku w szpitalu w Honiarze. W tym mieście pochowano go 13 stycznia.
Był trzykrotnie żonaty, z pierwszą żoną miał dwójkę, a z trzecią trójkę dzieci.